# 磁気ミラー型
磁気ミラー型（じきミラーがた、Magnetic Mirror）とは、直線磁場型の高温プラズマ閉じ込めの技術の一つ。核融合炉に向けた研究がなされている。
ミラー型とは、強い磁場の対によってその間にプラズマを閉じ込める型である。もっとも単純な型では同方向に電流を流した環状のコイルの対の間に閉じ込めると言うものだが、この場合磁場が不安定になり、損失粒子が多く発生するため、極小ミラー磁場を組み合わせることで損失粒子の抑制を図られている。発展系として、タンデムミラー型があり、ミラー磁場によるプラズマ閉じ込めに加えて、端部の電位を高くし、電位による閉じ込めを組み合わせ端損失粒子の抑制をはかったものである。
利点としては、炉の配置が直線のため、整備や保守がトカマク型と比べて容易、D-3He核融合反応で開放端から出る荷電粒子を使い、直接発電が可能、推進装置への応用が期待出来る等である。
欠点としては、トカマク型等系が閉じた磁場閉じ込め装置であるのに対し、両端に開放端を持つため、端損失粒子が発生すること等である。
装置として、筑波大学のGAMMA 10/PDXがある。